# لافاييت إل. باترسون
لافاييت إل. باترسون هو سياسي أمريكي، ولد في 23 أغسطس 1888 في مقاطعة كلاي في الولايات المتحدة، وتوفي في 3 مارس 1987 في برمنغهام في الولايات المتحدة. نشط حزبياً في الحزب الديمقراطي. وقد انتخب عضو مجلس النواب الأمريكي ‏.